# Richard Roosen

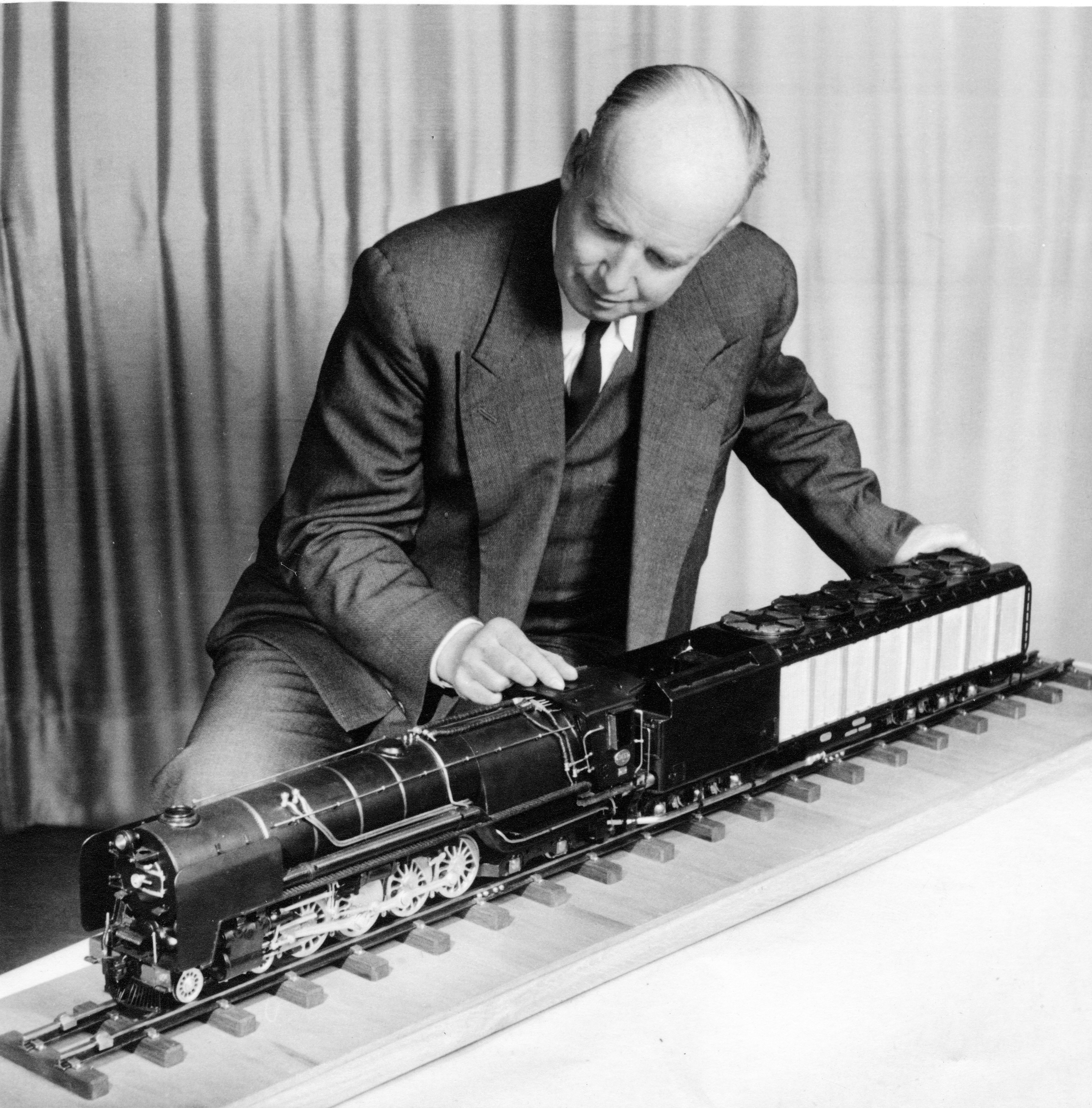
Richard Roosen mit einem Modell der Kondenslokomotive SAR Klasse 25 im Jahr 1953

Richard Otto Roosen (* 13. Oktober 1901 in Hamburg; † 2. März 1980 in Kassel) war ein deutscher Maschinenbauingenieur.

## Leben und Werk

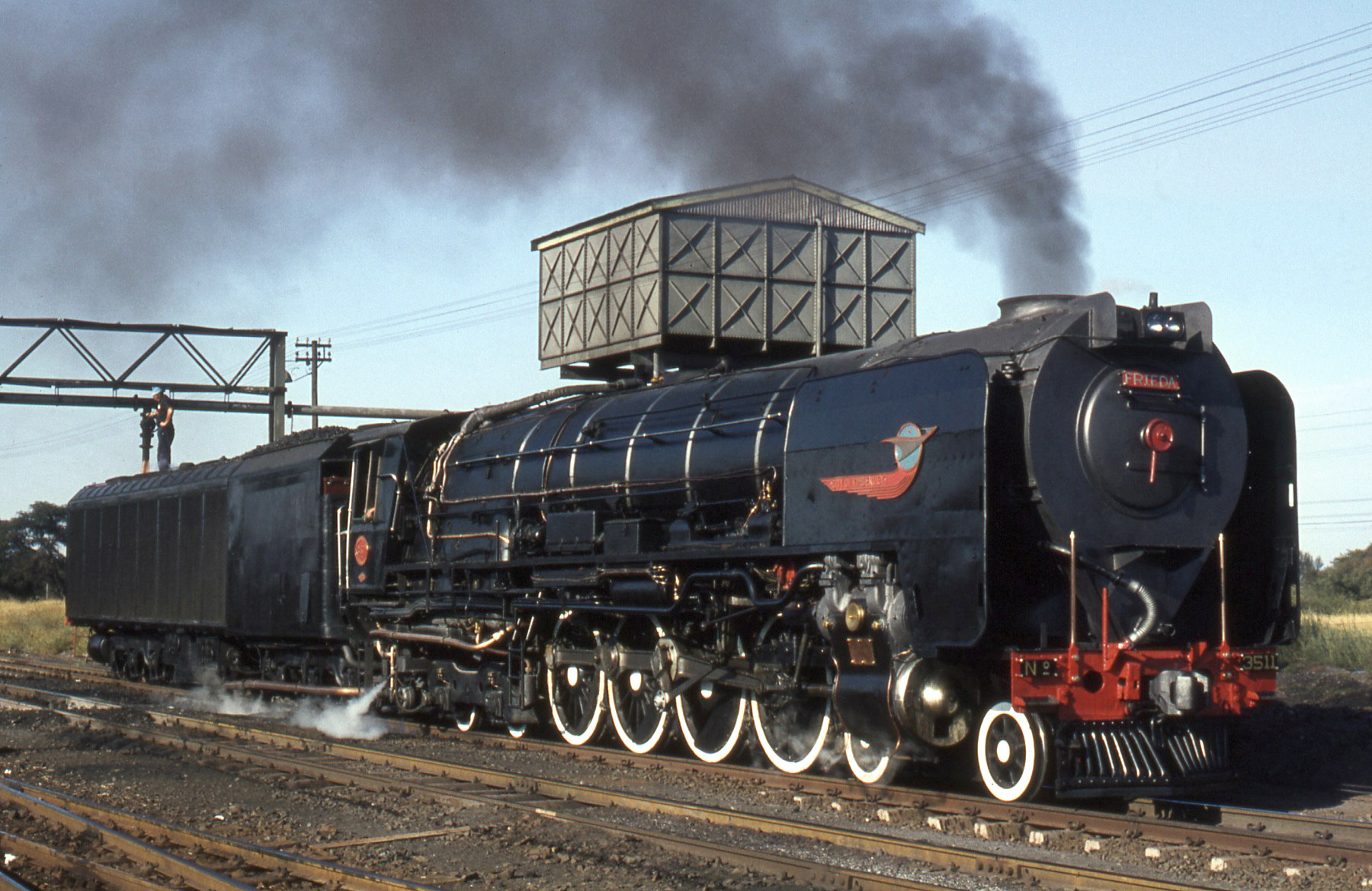
SAR Klasse 25 mit Abdampfkondensation im Einsatz.

Nach einem Maschinenbaustudium an der TH Dresden und einer Ausbildung zum Lokomotivheizer arbeitete er ab 1925 als Konstrukteur für Henschel in Kassel. Bereits 1927 war er zum Oberingenieur aufgestiegen und wurde 1929 Leiter des Studienbüros bei Henschel. Er promovierte 1936 über das Thema der Abdampfkondensation durch Luftkühlung auf Fahrzeugen.
Bereits ab der Übernahme der Leitung des Studienbüros von Henschel 1929 befasste man sich in diesem mit der Entwicklung von Dampflokomotiven mit Abdampfkondensation, die in die während des Zweiten Weltkriegs entstandenen mehr als 170 Kondensationslokomotiven der Baureihe 52 sowie den nach dem Zweiten Weltkrieg gebauten weiteren 90 Kondensationslokomotiven der Klasse 25 der South African Railways mündeten.  Ferner entwickelte er zusammen mit seinem Mitarbeiter Dr. Ing. Ulrich Barske von 1939 bis 1941 für die Deutsche Reichsbahn eine schnellfahrende Dampflokomotive mit Einzelachsantrieb über Dampfmotoren, die Baureihe 19.10. Richard Roosen war bis zu seinem Ruhestand 1966, zuletzt als Direktor, für Henschel tätig. Von 1951 bis 1973 hatte er an der TH Darmstadt einen Lehrauftrag für Eisenbahnfahrzeugbau. Er war Mitglied des Vereins Deutscher Ingenieure (VDI).

## Ehrungen
Roosen wurde 1966 mit dem Bundesverdienstkreuz am Bande ausgezeichnet. Die Stadt Kassel nannte im Industriegebiet auf dem Gelände des ehemaligen Flugplatzes Kassel-Waldau eine Straße nach ihm.

## Schriften
- Richard Roosen: Ein Leben für die Lokomotive – Aus den Erinnerungen eines Dampflokomotiv- und Maschineningenieurs. Franckh’sche Verlagshandlung, Stuttgart 1976, ISBN 3-440-04309-6.